# Torre de Collserola
Torre de Collserola foi construída em 1992 na cidade de Barcelona, Espanha. Tem 288 m (945 pés) e, até julho de 2019, é a 51.ª torre de estrutura independente mais alta do mundo.